# Castello di Montecuccoli
Il castello di Montecuccoli è un castello risalente al X secolo che si trova a Pisino. 
Deve il nome alla famiglia del conte Antonio Laderchi marchese di Montecuccoli che lo possedette dal 1766 al 1848. Era imparentata con il ramo  modenese dei Montecuccoli il cui esponente più celebre fu il condottiero Raimondo Montecuccoli.
È il maniero meglio conservato e panoramico della regione istriana: dal "Belvedere", ai piedi della rocca, è possibile ammirare l'orrido della Foiba, che precipita in ambiente ipogeo.
Il castello presenta una forma poligonale irregolare, con un cortile centrale (la piazza d'armi), che ospita una cisterna, e una facciata che presenta una stratificazione architettonica di elementi romanici, gotici e rinascimentali. Sulla facciata principale si notano cinque stemmi, di cui due di origine incerta (forse riconducibili ai Rab, agli Schül o agli Steindorfer), uno dei Duinati, uno dei Walsee e uno dei De Pisino, del ramo di Chersano.

## Storia
Il castello fu menzionato nel documento di donazione dell'imperatore Ottone II del 7 giugno 983 come Castrum Pisinum, ed è stato descritto dallo storico istriano Camillo de Franceschi, come "una costruzione semplice e forte che aveva la forma di un rettangolo prolungato, con il pianterreno e due piani, con la torre quadrangolare adiacente e le mura che chiudevano, oltre ad alcune altre costruzioni, anche la cappella castellana dedicata alla Madre di Dio, e il piccolo campanile attinente".
Originariamente il castello presentava una fortificazione di forma allungata con una torre quadrangolare e un ponte levatoio per l'attraversamento del fossato e comprendeva alcune abitazioni e una cappella romanica dedicata alla Madonna, citata anche in un documento dell'XI secolo. 
 Successivamente fu eretta una torre semicircolare, affiancata da nuove fortificazioni per fronteggiare le continue invasioni. A cavallo tra il XIII e il XIV secolo la maggior parte delle fortificazioni lungo la Foiba furono abbattute, su iniziativa dei signori di Walsee, mentre il fossato e il ponte levatoio divennero obsoleti. Anche l'interno del castello venne ristrutturato: le camere ora si dotarono di aperture quadrangolari più generose e la residenza fu notevolmente ampliata. Nel corso del XVI secolo, venne eretta una cappella privata, consacrata tra il 1740 e il 1766 alla Madonna della Neve, durante il periodo dei marchesi Turinetti di Priè. 

Nel 1557 il capitano Alessio Mosconi apportò consistenti modifiche all'edificio e il barone De Swetkovitz fece costruire, nel 1560, l'imponente torre a pianta semicircolare sul lato esposto a settentrione.
Fino alla fine del Settecento, il castello possedeva due torri: una quadrangolare prospiciente la Foiba e una pressoché cilindrica, che si affacciava sul nucleo abitato storico.
Nell'Ottocento, quando la ristrutturazione era terminata il castello aveva perso totalmente la forma originaria a favore di una più irregolare, quella odierna e si presentava come un edificio a due piani dotato di cortile interno: ogni elemento difensivo venne smantellato, così come la cima della torre quadrangolare dell'XI secolo. 
Il terreno a est della facciata del castello fu livellato con la pietra ricavata dalla demolizione della parte superiore della torre e della rampa a gradoni e le strade furono lastricate con le lastre quadrangolari di pietra con le quali erano rivestite le mura esterne. 

Nel corso del XIX secolo il fascino del castello ispirò Jules Verne che decise di ambientarvi il romanzo Mathias Sandorf: per la descrizione della rocca il celebre scrittore francese si basò su alcune fotografie concesse da un Sindaco della città.
Durante la seconda guerra mondiale, nel settembre - ottobre 1943 e poi, nuovamente nell'aprile - maggio 1945, il castello Montecuccoli fu un quartier generale dell'OZNA (la polizia segreta di Tito) e dei "Tribunali del Popolo", nonché sede dei processi, luogo di prigionia e tortura di Italiani istriani, i quali venivano poi eliminati infoibandoli o, più semplicemente, lanciandoli nell'orrido del torrente Foiba dalle finestre del castello o dai parapetti del piazzale, sicché i resti dei cadaveri - già martoriati per l'impatto con le pareti rocciose e con i rami della vegetazione cresciuta sulle pareti rocciose -, dopo il percorso sotterraneo del Foiba, riemergevano a grande distanza nel canale di Leme, raggiungendo il mare tra Rovigno e Orsera.
Dopo la fine della guerra il castello di Montecuccoli cambiò destinazione divenendo prima sede dell'Archivio storico, poi del Museo Civico di Pisino e infine del Museo Etnografico Istriano, di importanza regionale.

## Galleria d'immagini

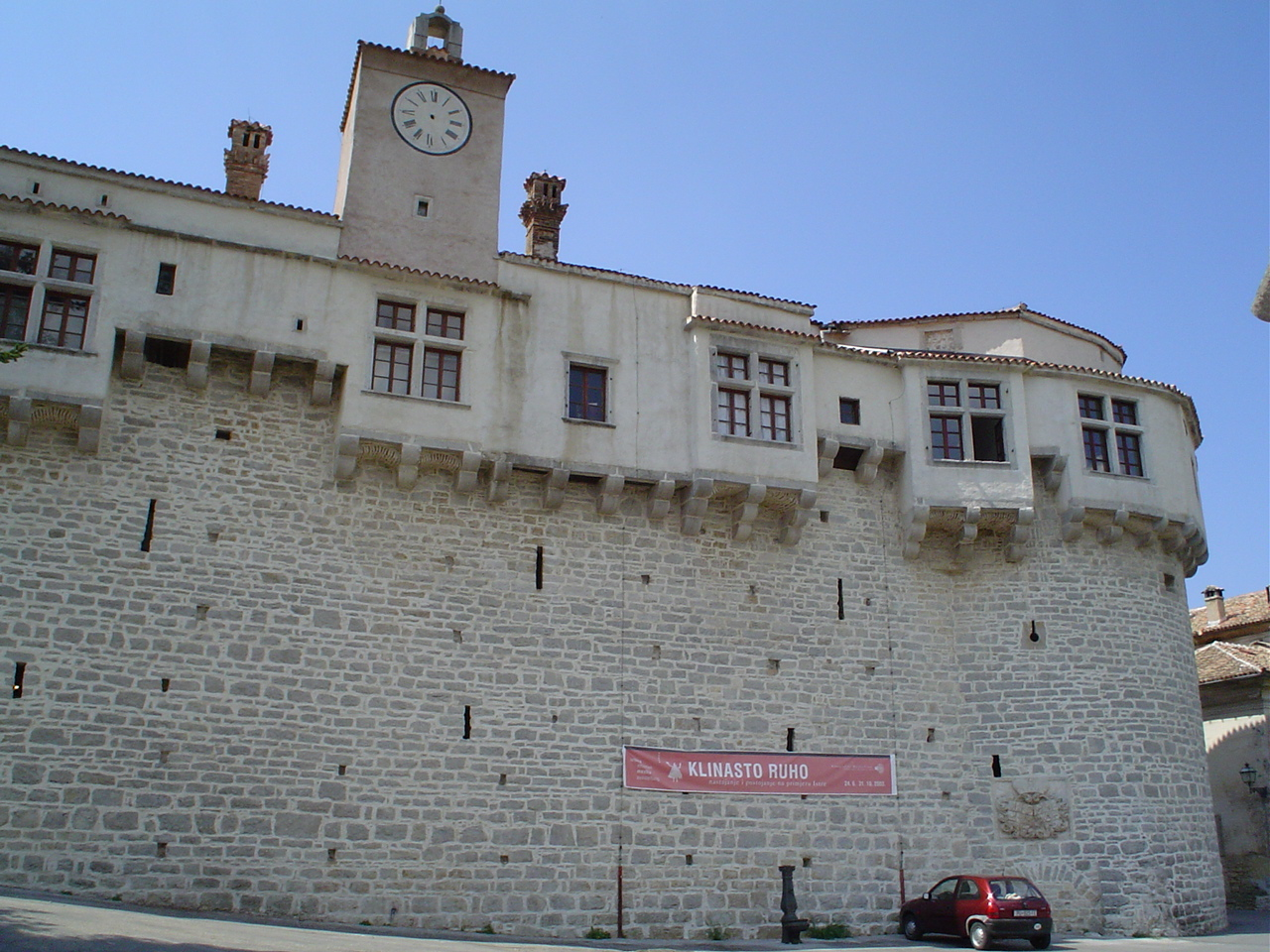
La facciata principale del castello
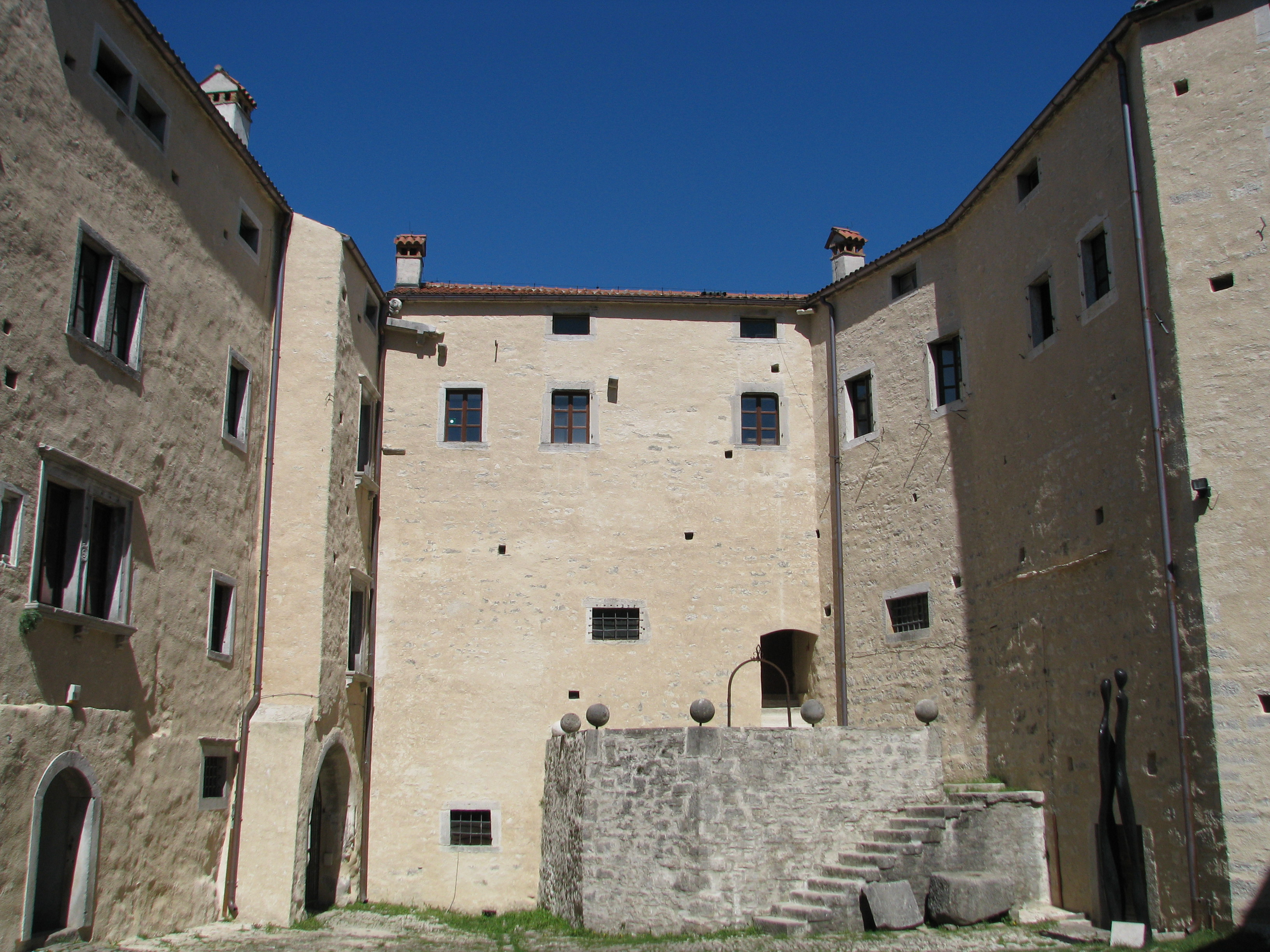
La facciata di ponente della corte
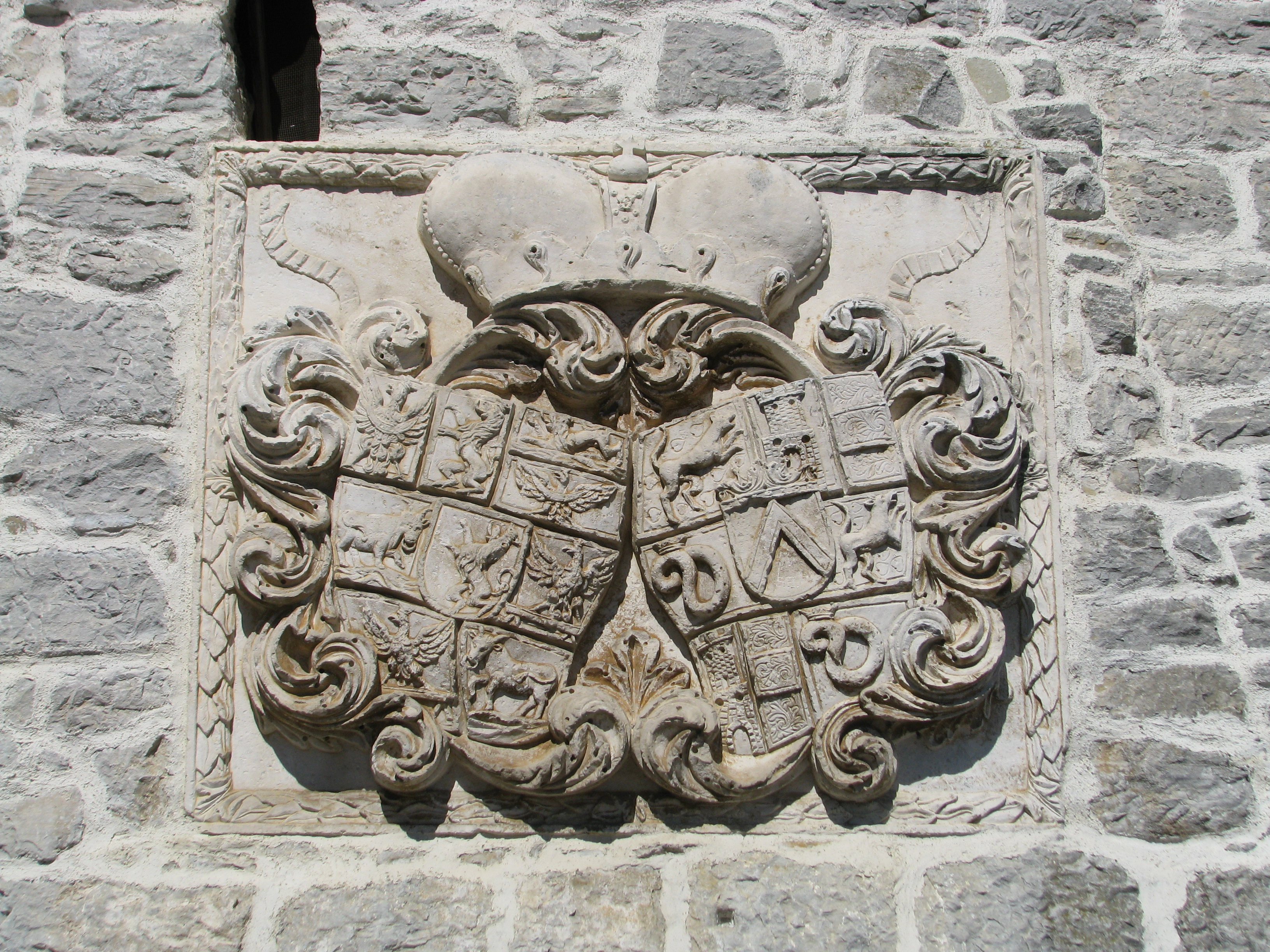
Gli stemmi posti sulla facciata nord del castello
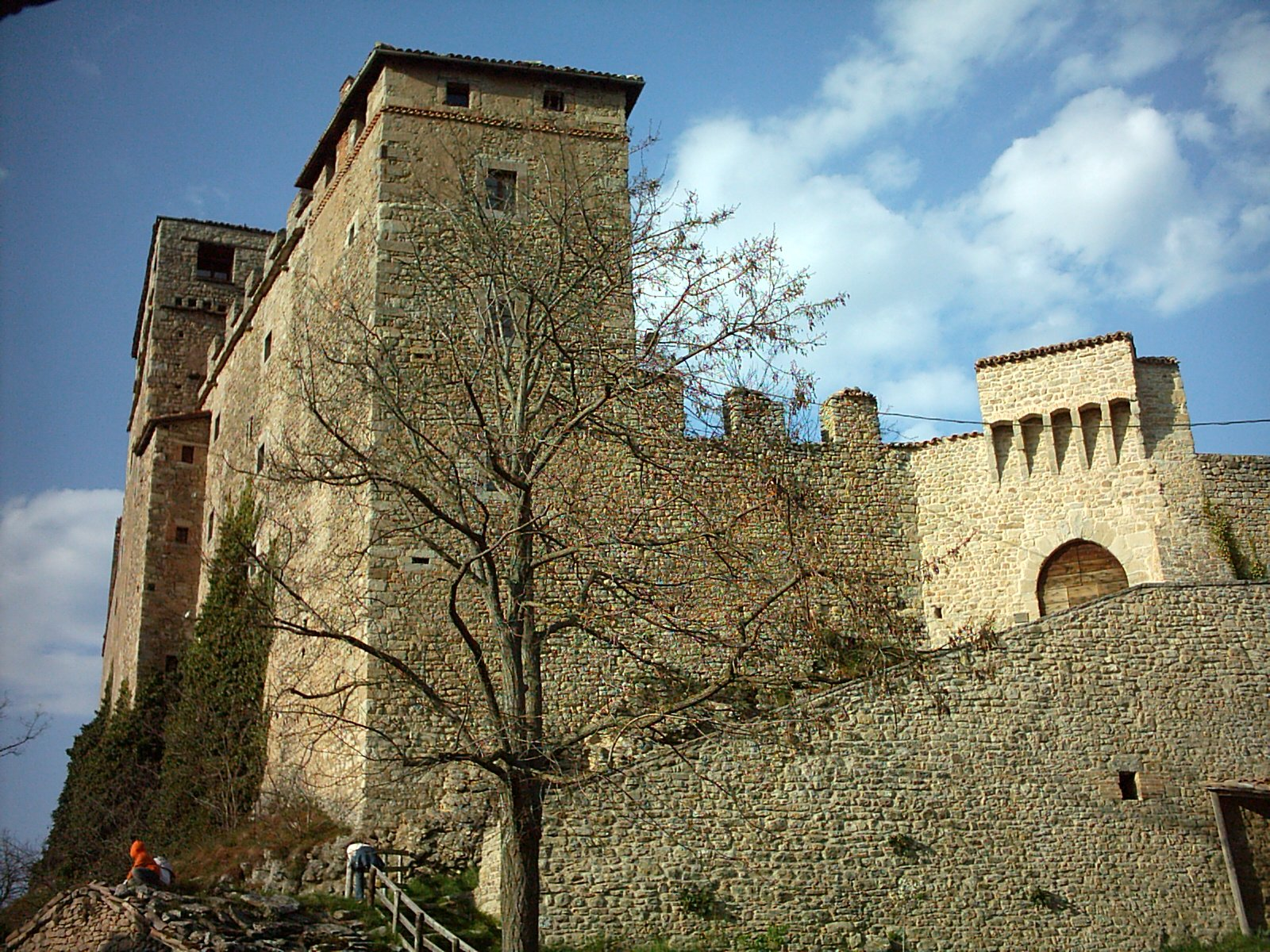
Il Castello di Pavullo nel Frignano, di proprietà dei Montecuccoli, famiglia modenese da cui discese il ramo che possedette il castello di Pisino.